# Kapelle auf dem Alten Friedhof (Springe)

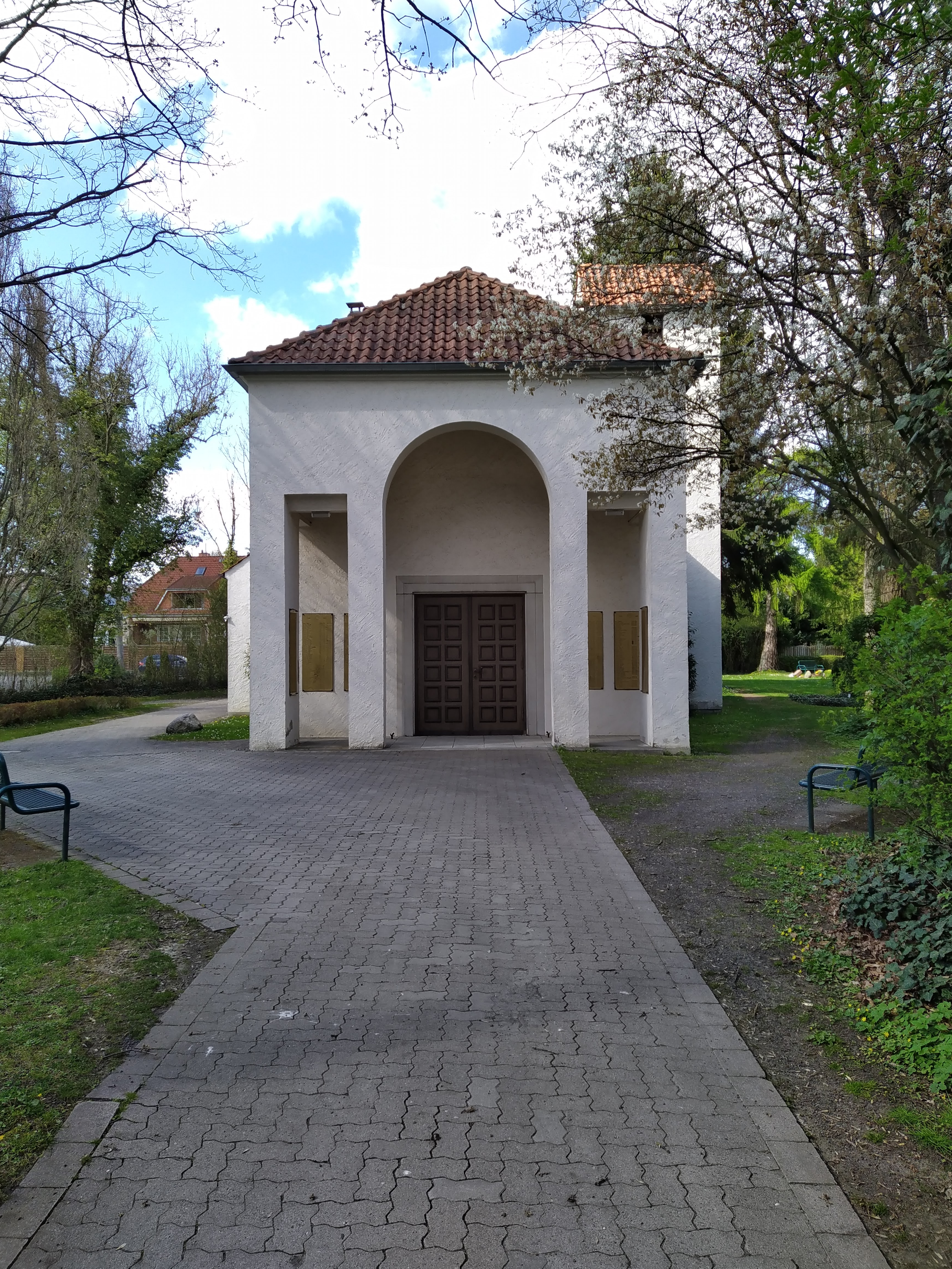
Die 1937 erbaute Kapelle auf dem Alten Friedhof in Springe

Die Kapelle auf dem Alten Friedhof der Stadt Springe am Deister ist ein denkmalgeschützter Sakralbau aus den 1930er Jahren. An den Außenwänden der Friedhofskapelle an der Völksener Straße wurden – gleichsam als Mahnmal gegen Krieg und Gewalt – Tafeln mit den Namen von den mehr als 300 Springer Bürgern installiert, die in den 1940er Jahren dem Zweiten Weltkrieg zum Opfer fielen.

## Geschichte und Beschreibung
Die Friedhofskapelle wurde auf einem der Kirchengemeinde der Andreaskirche gehörenden Baugrundstück errichtet. Die für den Bau notwendigen Gelder kamen nicht zuletzt durch eine bedeutende Spende des Pastors Fritz Schmedes zusammen. In der Folge wurde das Gebäude 1937 im Auftrag der Stadt Springe unter Bürgermeister Fritz Jürges nach Plänen des Konsistorialbaumeisters Friedrich Fischer unter der Bauleitung von Otto Dellemann errichtet, ausgeführt durch den Maurermeister Heinrich Borcherding.
In den Eisenstuhl der Kapelle wurde eine von dem Glockengießer Johann Heinrich Christoph Weidemann umgegossene Glocke eingebracht.
Zudem wurde eine Orgel in dem Gebäude untergebracht.
1995 wurden dank der Arbeit des Springer Heimatforschers Heinrich Kalisch die Namen von schließlich 343 Bürgern der alten Stadt Springe ermittelt, deren Leben in Folge des Zweiten Weltkrieges ausgelöscht wurden. Nach eigenen Recherchen, rund 1000 Briefen und Besuchen bei Verwandten und Bekannten der Verstorbenen konnte Kalisch seine 1995 erschienene Zusammenfassung mit den Namen, Geburts- und Sterbedaten und dem letzten Wohnsitz der so ums Leben Gekommenen veröffentlichen. Zudem sorgte Kalisch, der für seine Arbeiten als „Gedächtnis von Springe“ mit dem Verdienstorden der Bundesrepublik Deutschland ausgezeichnet wurde, für eine nachhaltige Mahnung für den Frieden: Durch sein Engagement gingen insgesamt 356 Spenden ein, mit denen die im Jahr 1998 an der Friedhofskapelle angebrachten Namenstafeln mit den in Kriegshandlungen, in Gefangenschaft oder in Konzentrationslagern Umgekommenen finanziert wurden.